# Gasilsko vozilo
Gasilsko vozilo je za gasilske intervencije posebej prirejeno vozilo, izdelano je za prevoz moštva, gasilske opreme, kakor tudi gasilnih in drugih sredstev, potrebnih v intervencijah.
Za gasilska vozila se uporabljajo osnovna tovorna in osebna vozila, ki morajo ustrezati predpisanim standardom za posamezno vrsto vozila. Ustrezati pa morajo še naslednjim zahtevam:
- vozilo mora brez posledic zadovoljiti zahtevam, ki nastanejo ob njihovi uporabi pri gasilskih intervencijah,
- vozilo mora ustrezati zahtevam za vgraditev in namestitev gasilnih naprav in reševalne opreme po vrsti in tipu, ki je določen za posamezno vrsto gasilskega vozila,
- moč motorja gasilskega vozila mora biti takšna, da zagotovi najmanj 11 KW na 1 t skupne mase vozila za ravninski del, 13 KW za hribovit teren, najmanj pa 60 KW[navedi vir].

V gasilskih vozilih so prenosne in mobilne – vgrajene radijske postaje. Na gasilskem vozilu pa morajo imeti tipizirane modre luči in sireno.

## Nadgradnja vozil v gasilska vozila
Nadgradnja je praviloma sestavljena iz prostora za moštvo in prostora za gasilsko opremo. Nadgradnja zagotavlja možnost prevoza moštva, gasilske opreme, ter pritrditev gasilske opreme. Pritrdišča gasilske opreme in orodja morajo biti izdelana tako, da onemogočajo
nekontrolirane premike opreme, ki je namešcena v vozniški kabini, kabini za posadko in nadgradnji vozila. Vozila s cisterno morajo imeti izdelan dostop, ki omogoča fizični pregled cisterne. Nadgradnje pa morajo zadovoljiti zahteve zakonskim predpisom, predpisom varstva pri delu, določenim standardom (DIN in EN 1846-1) in navodilom proizvajalca podvozja.